# Perranporth
Perranporth är en ort i Storbritannien.   Den ligger i grevskapet Cornwall och riksdelen England, i den södra delen av landet, 400 km väster om huvudstaden London. Perranporth ligger 12 meter över havet och antalet invånare är 3 134.
Terrängen runt Perranporth är platt. Havet är nära Perranporth åt nordväst. Runt Perranporth är det ganska tätbefolkat, med 192 invånare per kvadratkilometer. Närmaste större samhälle är Newquay, 9,9 km nordost om Perranporth. Trakten runt Perranporth består till största delen av jordbruksmark.